# Adela Florence Nicolson

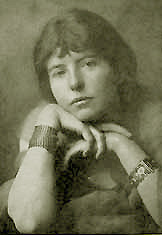
Adela Florence Nicolson um 1902

Adela Florence Nicolson, geborene Cory (* 9. April 1865 in Stoke Bishop, Gloucestershire; † 4. Oktober 1904 in Madras, Indien), war eine englische Dichterin, die unter dem Pseudonym Laurence Hope veröffentlichte.

## Leben
Adela Coty wurde am 9. April 1865 als zweite von drei Töchtern des Colonels Arthur Cory und seiner Frau Fanny Elizabeth Griffin geboren. Der Vater war bei der britischen Armee in Lahore stationiert, weswegen sie in der englischen Heimat von Verwandten aufgezogen wurde. 1881 verließ sie England, um an der Seite ihres Vaters in Indien zu leben. Ihr Vater war Herausgeber des Lahore Regionalteils der The Civil and Military Gazette. Er verschaffte Rudyard Kipling, einem Altersgenossen seiner Tochter, seine erste Anstellung als Journalist. Seine weiteren Töchter, Annie Sophie Cory und Isabel Cory, schlugen ebenfalls literarische Karrieren ein: Annie verfasste populäre, leidenschaftliche Novellen unter dem Pseudonym Victoria Cross, während Isabel zunächst ihrem Vater assistierte und ihm später als Herausgeber der Sind Gazette nachfolgte.
Im April 1889 heiratete Adela Cory Colonel Malcolm Hassels Nicolson, der doppelt so alt war wie sie und als Kommandant dem 3rd Baluchi Regiment vorstand. Als talentierter Linguist brachte er ihr seine Liebe zu Indien, seinen Einwohnern, Sitten und Speisen nahe. All das zusammen gab dem Ehepaar einen exzentrischen Anstrich aus der Perspektive ihrer Landsleute. Sie lebten etwa zehn Jahre lang in Mhow. Kurz nachdem Malcolm Hassels Nicolson nach einer Prostata-Operation gestorben war, beging Adela Nicolson, der man seit ihrer Kindheit eine Neigung zu Depressionen attestiert hatte, mit 39 Jahren am 4. Oktober 1904 in Madras Suizid, indem sie sich vergiftete. Ihr Sohn Malcolm veröffentlichte ihre ausgewählten Gedichte posthum 1922.

## Werk
1901 hatte Adela Florence Nicolson selbst Garden of Kama veröffentlicht, der ein Jahr später in den Vereinigten Staaten unter dem Titel India's Love Lyrics erschien. Sie versuchte das Werk als eine Übersetzung verschiedener Dichter zu tarnen, aber der Täuschungsversuch fiel schon bald unter Verdacht. Dementsprechend brachte William Somerset Maugham eine Geschichte heraus, die unter dem Titel The Colonel's Lady lose auf dem sich entwickelnden Literaturskandal basierte.
Ihre Gedichte benutzten oft Bilder und Symbole der Dichter der nordwestlichen Grenze Indiens und der Sufi-Poeten aus Persien. Sie zählte bald zu den populärsten romantischen Dichterinnen der Viktorianischen und Edwardischen Ära. Inhaltlich drehen sich ihre Gedichte meist um unerwiderte Liebe und Verlust, der dann nach dem unglücklichen Verlauf derartiger Affairen in der Regel im Tod endete. Viele der Gedichte umstreift ein Hauch von autobiografischem Zugeständnis.
Während der Edwardischen Ära waren ihre Gedichte extrem beliebt, als sie es durchaus mit Thomas Hardy und James Elroy Flecker aufnehmen konnte. Zwei Filme (Less Than Dust, 1916; The Indian Love Lyrics, 1923) und ein paar musikalische Adaptionen basierten auf ihren Gedichten, aber seitdem schwindet ihr literarischer Ruf bis hin zum kaum wahrnehmbaren.
Die britische Komponistin Amy Woodforde-Finden vertonte vier ihrer Gedichte aus The Garden of Kama; der populärste war der Kashmiri Song. Nachdem dies von Kritikern gut aufgenommen worden war, adaptierte sie mit ähnlichem Erfolg weitere vier Gedichte aus Stars of the Desert (1903) in musikalische Formen.
Einzelheiten über das Leben Adela Florence Nicolsons sind nicht leicht herauszufinden, da sich in ihrem Nachlass kein Briefwechsel befand, aber Lesley Blanch veröffentlichte in ihrem Werk Under A Lilac-Bleeding Star einige biografische Informationen, die auf den nie gedruckten Erinnerungen ihres Sohnes Malcolm basierten. Violet Jacob beschreibt in Diaries and Letters from India das Umfeld der Nicolsons, aber das meiste, was man über ihr Privatleben aussagen kann, rührt aus der vorsichtigen Interpretation ihrer Gedichte, wie beispielsweise ihre Abhängigkeit von ihrem Gatten kurz vor ihrem Suizid im folgenden Gedicht:
„I, who of lighter love wrote many a verse,

Made public never words inspired by thee,

Lest strangers' lips should carelessly rehearse

Things that were sacred and too dear to me.

Thy soul was noble; through these fifteen years

Mine eyes familiar, found no fleck nor flaw,

Stern to thyself, thy comrades' faults and fears

Proved generosity thine only law.

Small joy was I to thee; before we met

Sorrow had left thee all too sad to save.

Useless my love – as vain as this regret

That pours my hopeless life across thy grave“.